# Liste der Kulturdenkmäler in Altweidelbach
In der Liste der Kulturdenkmäler in Altweidelbach sind alle Kulturdenkmäler der rheinland-pfälzischen Ortsgemeinde Altweidelbach aufgeführt. Grundlage ist die Denkmalliste des Landes Rheinland-Pfalz (Stand: 27. Oktober 2023).

## Einzeldenkmäler
| Bezeichnung         | Lage                                  | Baujahr                | Beschreibung | Bild                           |
| ------------------- | ------------------------------------- | ---------------------- | --- | ------------------------------ |
| Wohnhaus            | Hauptstraße 1 Lage                    | um 1800                | Krüppelwalmdachbau, teilweise verschiefertes Fachwerk, um 1800                                                                              | BW                             |
| Brunnen             | Hauptstraße, Ecke Heideweg Lage       | 1885                   | Brunnenbecken, Gusseisen, Stromberger Hütte, bezeichnet 1885                                                                                | BW                             |
| Evangelische Kirche | Hauptstraße, Ecke Lindenweg Lage      | 1761                   | barocker Saalbau, bezeichnet 1761 | weitere Bilder Fotos hochladen |
| Hammesmühle         | nördlich des Ortes Lage               | 1824                   | auch Eselsmühle; Fachwerkhaus, Krüppelwalmdach, bezeichnet 1824, Fachwerkscheune; bauliche Gesamtanlage                                     | BW                             |
| Wasserbehälter      | südöstlich des Ortes an der K 53 Lage | 1913                   | Rundbau mit Kuppelhelm, bezeichnet 1913 | BW                             |
| Weirichsmühle       | westlich des Ortes Lage               | frühes 19. Jahrhundert | auch Katzenlochermühle; zwei verputzte Fachwerkhäuser, eines ein Krüppelwalmdachbau, frühes 19. Jahrhundert, Scheune; bauliche Gesamtanlage | BW                             |